# Соколов, Анатолий Яковлевич
Анатолий Яковлевич Соколов — советский военный и государственный деятель, генерал-майор.

## Биография
Родился в 1920 году в деревне Вязовня. Член КПСС.
Окончил военный факультет инженерно-технической Академии связи.
Участник Великой Отечественной войны: начальник отделения связи штаба Управления командующего БТ и МЫ 2-го Белорусского фронта, начальник связи 8-й самоходно-артиллерийской бригады, начальник связи 15-й гвардейской танковой бригады
После войны — офицер войск связи в ГСОВГ и КНР, слушатель и преподаватель Ленинградской Академии Генерального штаба, ведущий консультант НИИ связи.
В отставке с 1978 года.
Умер в 1994 году в Санкт-Петербурге.

## Награды
- Орден Отечественной войны I степени (1985)
- Орден Отечественной войны II степени (1944)
- Орден Красной Звезды (1945, 1954)
- Орден Virtuti Militari 5 степени